# The Lords of the Fallen
The Lords of the Fallen (укр. Володарі полеглих) — польська рольова відеогра у жанрі soulslike, розроблена студією Hexworks та випущена 13 жовтня 2023 року видавцями CI Games і Deck13 Interactive.
Ця гра є сиквелом до попередньої гри CI Games з тією ж назвою The Lords of the Fallen (2014).

## Сюжет
Століття жорсткої тиранії бога Адира закінчились перемогою над кривавим тираном. На жаль, епохи потому, починається процес відродження Адира. Головному гравцеві, у постаті одного з Темних Хрестоносців, випала доля подорожувати поміж світом живих та світом мертвих, перемагаючи могутніх істот, щоб врешті здолати зло.

## Ігровий процес
Розробники The Lords of the Fallen обіцяють світ у 5 разів більше за попередню гру серії, сотні видів різної зброї, широкі можливості налаштування свого персонажа, дев'ять класів і тактичну систему бою.

## Виробництво
The Lords of the Fallen була анонсована 18 грудня 2014 року та спочатку планувалася до виходу у 2017 році. У 2018 році польська компанія CI Games уклала партнерство із незалежною Defiant Studios. У квітні 2020 року вони оголосили про заміну Defiant Studious на Hexworks, новостворену дочірню компанію CI Games, розташовану в Барселоні та Бухаресті, першим проєктом якої стане ця відеогра. Під назвою The Lords of the Fallen була анонсована на Gamescom 2022 та запланована до випуску для Microsoft Windows, PlayStation 5 та Xbox Series X/S у 2023 році.

### Українська локалізація
Наприкінці літа 2022 року стало відомо, що гра The Lords of the Fallen буде доступна українською мовою. Однак 22 березня було видно, що сторінка гри в Steam більше не містила згадки про українську мову. Українські гравці звернулися до розробників з проханням повернути українську мову в гру і їх прохання було виконано, оскільки українська мова знову з'явилася на сторінці гри в Steam.

## Сприйняття
На агрегаторі Metacritic гра зібрала середню оцінку 76 балів зі 100 у версії для Windows і 73 зі 100 у версії для PlayStation 5.
Трейвіс Нортрап у IGN оцінив гру як новаторську: «Lords of the Fallen — чудова гра-soulslike, і її приголомшлива нова ідея перемикатися між двома версіями світу, щоб розв'язувати головоломки та вбивати ворогів, — чудовий поворот, щоб виділити її серед інших. Ця концепція, на жаль, утруднена численними, надзвичайно дратівливими технічними проблемами та слабкими битвами з босами, але чудові досліджувані області та фантастична архітектура з лишком компенсують ці недоліки».
На думку Гарві Рендалла на сайті PC Gamer, Lords of the Fallen може серйозно конкурувати з іграми від FromSoftware. Побудова світу, візуальні ефекти, дизайн босів чудові, але також Lords of the Fallen, буває, перетворюється на «примхливий лабіринт, який вас ненавидить», а битви з босами надто легкі.
Ед Найтінґейл у Eurogamer описав цю гру як надто вторинну. Lords of the Fallen — це цілком прийнятний soulslike, у який часто весело грати, отримуючи задоволення від подолання труднощів. Але все хороше, що є в цій грі, скопійоване з ігор від FromSoftware, без спроб винайти щось власне. Lords of the Fallen краща за Lies of P, і розробники наближаються до того захвату, який викликають ігри серії Souls, але «Навіщо погоджуватися на копію, коли можна випробувати оригінал?».